# کیران بیشنوی
کیران بیشنوی (به انگلیسی: Kiran Bishnoi،  زادهٔ ۲ ژانویهٔ ۱۹۹۲) یک کشتی‌گیر آزادکار اهل کشور هند است.
از افتخارات وی می‌توان به کسب مدال برنز بازی‌های آسیایی ۲۰۲۲ اشاره کرد.